# Elachanthemum intricatum
Elachanthemum intricatum là một loài thực vật có hoa trong họ Cúc. Loài này được (Franch.) Y.Ling & Y.R.Ling mô tả khoa học đầu tiên năm 1978.